# 筒瓦

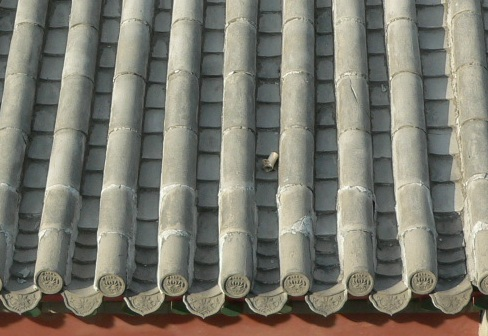
北京四合院的筒瓦屋顶

筒瓦为半圆筒形的瓦，由筒型陶坯对剖制成， 覆盖在仰板瓦的交界处，构成筒瓦屋顶，靠近屋檐口的筒瓦为勾头（宋代称华头筒瓦），顶端粘挂有圆形瓦当。
中国宋代《营造法式》规定，筒瓦共有六个品种，自六寸至二寸五分。清代普通筒瓦宽自四寸五分至二寸五分，琉璃筒瓦宽自六寸五分至三寸。
筒瓦有罗锅筒瓦、花脊筒瓦等形式。